# Ichspaltung
Ichspaltung (auch Ich-Spaltung; englisch splitting of the ego, französisch clivage du moi, spanisch división del ego) bezeichnet die Koexistenz zweier psychischer Haltungen im Ich, die sich im Verhältnis des Ichs zur Realität äußern, wenn diese mit den eigenen Trieben und Wünschen in Konflikt geraten: Die eine akzeptiert die Realität, die andere stellt sie in Frage und ersetzt sie durch eine Wunschproduktion. Die beiden Einstellungen bestehen abgegrenzt voneinander und beeinflussen sich nicht gegenseitig.
Der Begriff geht auf Sigmund Freud zurück, der damit verschiedene Vorstellungen der Psychopathologie am Ende des 19. Jahrhunderts übernahm, die sich mit einer Spaltung, beziehungsweise Verdopplung der Persönlichkeit im Kontext der Schizophrenie, der Hysterie, insbesondere der Hysterie vom dissoziativen Typ beschäftigten. Er benutzte den Begriff in seiner Analyse von Daniel Paul Schreber (1911) mit der Beschreibung der zugleich bestehenden psychotischen und nicht-psychotischen Persönlichkeitsanteile sowie im Zusammenhang mit der Beschreibung des Fetischismus im Abriß der Psychoanalyse (1938). Dabei verwendet Freud den Begriff beschreibend und nicht erklärend. Er sieht in der Ichspaltung keinen gesonderten Abwehrmechanismus, sondern das Ergebnis komplexer Abwehrvorgänge, deren Preis ein „Einriss“ im Ich sei, der nie wieder verheile, sondern sich stattdessen mit der Zeit vergrößere. So können z. B. übermäßig starke und in sich widersprüchliche Erfahrungen mit den frühen Beziehungsobjekten durch eine Spaltung des Ichs zu bewältigen gesucht werden, wodurch sich auch Phänomene wie das der multiplen Persönlichkeit erklären ließen.
Der Begriff ist nicht auf die Psychoanalyse begrenzt, sondern kennzeichnet allgemein eine Möglichkeit menschlichen Erlebens und Verhaltens, die auch in der Literatur immer wieder dargestellt wurde, wie z. B. in der Novelle Der seltsame Fall des Dr. Jekyll und Mr. Hyde von Robert Louis Stevenson oder dem Gedicht Das Spiegelbild von Annette von Droste-Hülshoff. In „Die Elixiere des Teufels“ (1814/15) beschrieb E. T. A. Hoffmann zum ersten Mal eine Ich-Spaltung. Von Hoffmann aus setzte sich dieser Topos in die Kulturgeschichte fort. Freud geht in seinen Schriften mehrfach auf Hoffmanns Werke ein und bei diesem Punkt insbesondere auf die „Elixiere des Teufels“. Hoffmann hatte sein Wissen von Nervenärzten, wie Dr. Marcus in Bamberg, und aus der damaligen psychiatrischen Literatur gewonnen.
Die Befürchtung, es gäbe eine zweite Person innerhalb des eigenen Ichs, von dem dieses nichts weiß, findet sich auch in dem altgermanischen Mythos des Werwolfs und seinen modernen Abkömmlingen.
Auch im Kontext psychologischer Traumatheorien und in der neueren neurowissenschaftlichen Forschung findet sich das Phänomen unter der Formulierung der gespaltene Persönlichkeit beschrieben.

## Die therapeutische Ichspaltung
In positiver Bedeutung verwandte auch schon Freud den Begriff der Ichspaltung im Sinne der Verdopplung des Ichs in einen Teil, der beobachtet und einen Teil, der von diesem beobachtet wird, während er etwas erlebt. An diese Bedeutung knüpft der Begriff der therapeutischen Ichspaltung an, als einem positiv konnotierter Begriff aus dem Umfeld des psychoanalytischen Behandlungssetting. Er betrifft sowohl den Analytiker oder Therapeuten als auch den Patienten oder Klienten und wird oft als Grundvoraussetzung für das Funktionieren der psychoanalytischen Behandlungsmethode angesehen. Beide am Prozess Beteiligten müssen in der Lage sein, einerseits regressives Erleben zuzulassen und andererseits auch einen beobachtenden Standpunkt einzunehmen. Die Fähigkeit zur therapeutischen Ichspaltung des Patienten ermöglicht es ihm, frühere wie auch aktuelle Gefühle in der Therapie intensiv zu erleben und in anderen Phasen der Behandlung diese mit einer größeren Distanz zu betrachten und zu verstehen. Die therapeutische Ichspaltung des Therapeuten ermöglicht es ihm einerseits, die Empfindungen des Patienten empathisch mitzuerleben und ihm durch Deutungen, die in diesem Erleben gründen, einen Zugang zum Verstehen des Erlebten zu ermöglichen und andererseits die notwendige therapeutische Abstinenz zu wahren.
Der Begriff stammt ursprünglich von Richard Sterba, der den Kern der analytischen Behandlung in einem Bündnis sah, welches auf dieser therapeutischen Ichspaltung beruht und zu einem Wir in der Behandlung führt: Therapeut und Patient verbünden sich zu einer gemeinsamen Arbeit gegen die neurotischen Anteile des Patienten. Die therapeutische Ichspaltung ermöglicht es, Übertragungsphänomene als solche zu erkennen und zu unterscheiden, welche Gefühle ihre Ursache im aktuellen Geschehen haben und welche aus früheren Beziehungskontexten stammen. Daran knüpft auch die Konzeption des Arbeitsbündnisses in der Psychoanalyse an.
Auch in anderen psychologischen Konzeptionen taucht ein vergleichbarer Gedanke auf, etwas in den verschiedenen Ich-Zuständen in der Transaktionsanalyse von Eric Berne auf sowie in der Arbeit mit dem Inneren Kind bei John Bradshaw.